# Karin Bergöö Larsson

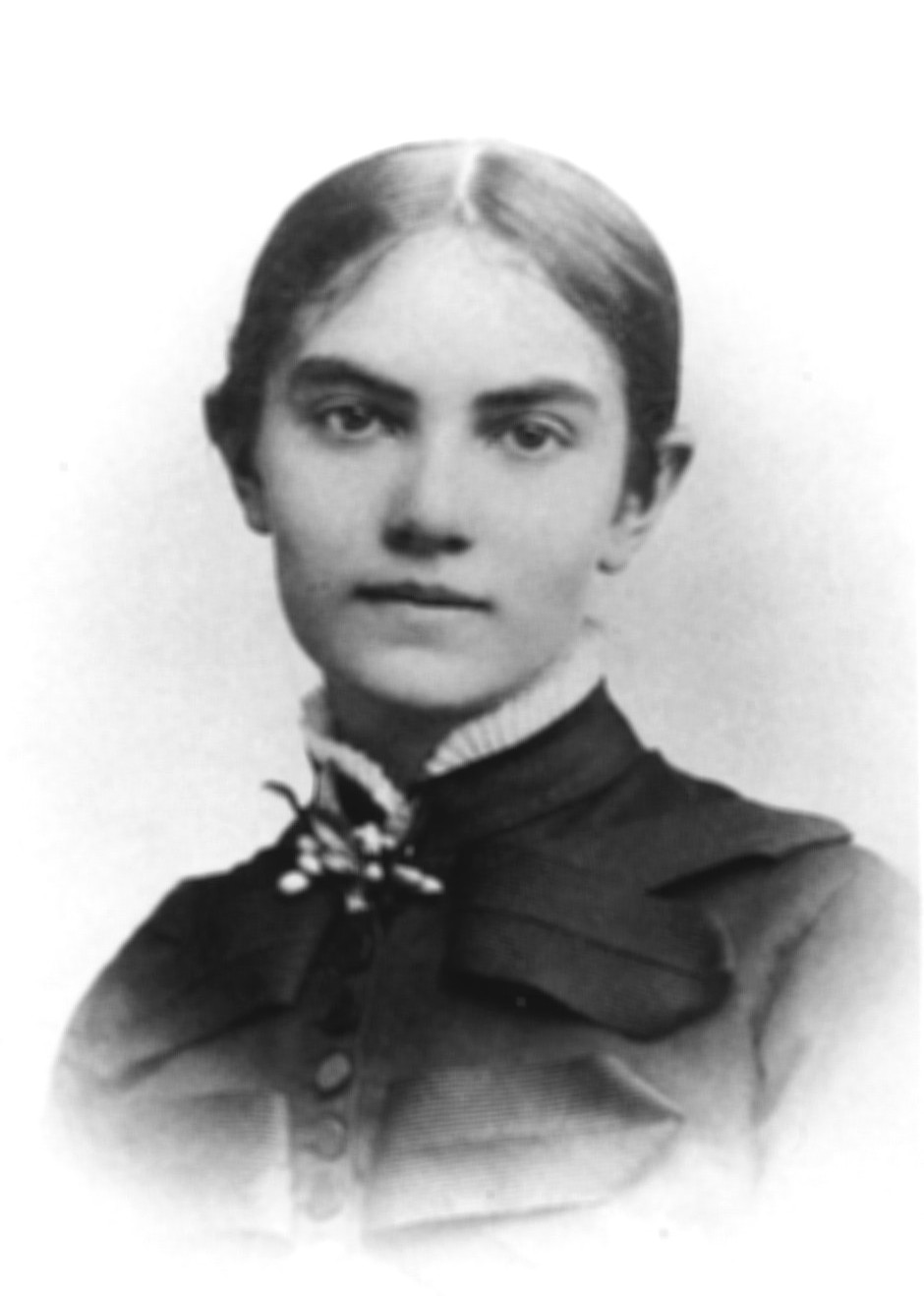
Karin Bergöö Larsson, chụp ảnh khoảng năm 1882

Karin Larsson, nhũ danh Bergöö, (3 tháng 10 năm 1859 – 18 tháng 2 năm 1928) là một nghệ sĩ và nhà thiết kế người Thụy Điển. Bà cộng tác với chồng bà, Carl Larsson, cũng như thường được miêu tả trong các bức tranh của ông.

## Tuổi thơ và giáo dục ban đầu

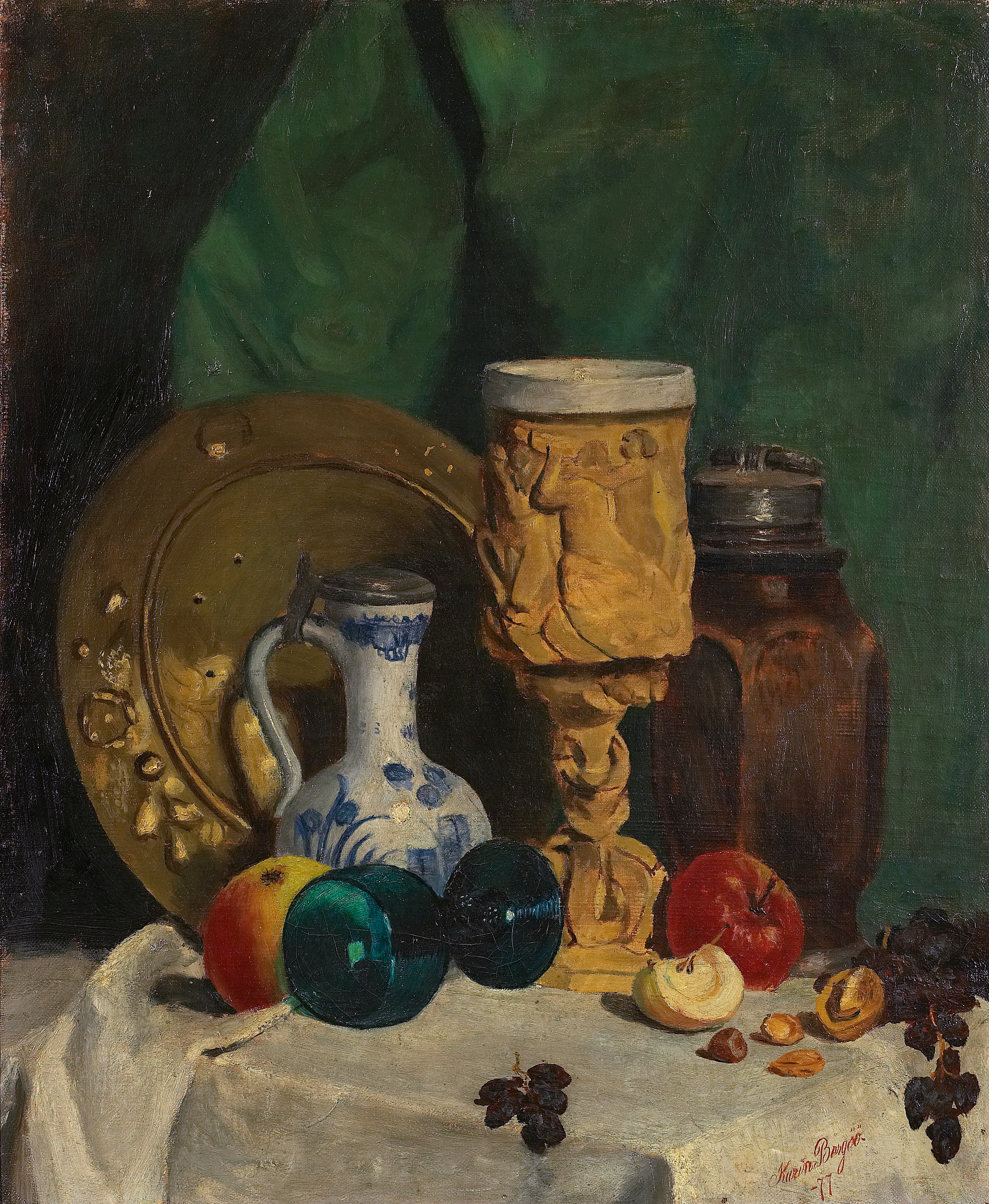
Still Life with Fruit and Tankard, bức tranh năm 1877 của Karin Bergöö

Karin Bergöö sinh ra ở Örebro và lớn lên ở Hallsberg, nơi cha cô, Adolf Bergöö, là một doanh nhân thành đạt. Em gái của cô, Stina, kết hôn với nhà địa chất người Anh, Francis Arthur Bather. Karin thể hiện tài năng nghệ thuật ban đầu, và sau khi tham dự Franska Skolan Ecole Francaise ở Stockholm, học tại Slöjdskolan (Trường thủ công mỹ nghệ; nay là Konstfack) và từ 1877 đến 1882 tại Học viện Nghệ thuật Hoàng gia Thụy Điển. Sau khi hoàn thành việc học ở đó, cô đã đến Grez-sur-Loing, ngoại ô Paris, nơi có một nhóm các nghệ sĩ Scandinavia, để tiếp tục vẽ.

## Cuộc sống với Carl Larsson

Karin hướng sự thúc đẩy nghệ thuật của riêng mình vào thiết kế tại nhà của cô ấy

Trong Grez-sur-Loing, cô đã gặp Carl Larsson; họ yêu nhau và năm 1883 trở về Stockholm và kết hôn, cùng nhau trở về Grez-sur-Loing, nơi đứa con đầu lòng của họ, Suzanne, được sinh ra năm 1884. Năm sau, họ trở về Thụy Điển.
Năm 1888, Larssons đến Paris, theo gợi ý của Pontus Fürstenberg ở Gothenburg, người muốn có một bức tranh lớn của Carl để thêm vào bộ sưu tập nghệ thuật của mình. Họ để lại hai đứa con của họ với cha mẹ của Karin ở Hallsberg, và khi họ trở về một năm sau đó, đã trang trí ngôi nhà mới của Bergöös. Sau đó, họ chuyển đến Lilla Hyttnäs, một stuga (nhà tranh) ở Sundborn ở ngoại ô Pháp Luân, nơi cha cô đã được sinh ra. Họ đã mở rộng nó để phù hợp với gia đình đang phát triển của mình và nó được gọi là trang trại Larsson.